# Consumer Electronics Show

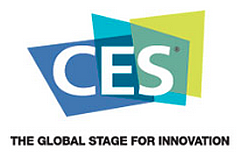
Logo der CES

Die CES (ursprünglich eine Abkürzung für Consumer Electronics Show) ist eine der weltweit größten Fachmessen für Unterhaltungselektronik. Sie findet jährlich im Januar im Las Vegas Convention Center (LVCC) in Winchester statt. Die CES dauert in der Regel vier Tage (2025 vom 7. bis zum 10. Januar), 2022 aufgrund der herrschenden COVID-19-Pandemie um einen Tag verkürzt nur vom 5. bis 7. Januar. Einlass erhalten nur geladene Gäste wie Branchen-Fachleute, Journalisten und Sparten-Insider. Veranstalter ist die Consumer Technology Association (CTA), eine Handelsorganisation für elektronische Konsumprodukte in den Vereinigten Staaten.
Viele namhafte Hersteller aus der Elektronikbranche stellten in Las Vegas neue Produkte vor oder kündigten Innovationen an. Daher gilt die CES als erster Indikator dafür, wohin sich die Unterhaltungselektronik im weiteren Jahresverlauf entwickeln könnte.

## Geschichte

Altes Logo der CES (1995)

### 1967 bis 1997
Die erste CES fand im Juni 1967 in New York als Ableger der Chicago Music Show statt, der bis dahin größten Verbrauchermesse für elektronische Geräte. Die erste Veranstaltung hatte 17.500 Besucher und mehr als 100 Aussteller. Sie wurde vom Motorola-Vorstand Bob Galvin eröffnet.
Von 1978 bis 1994 wurde die Messe zweimal im Jahr veranstaltet, als Winter Consumer Electronics Show (WCES) im Januar in Las Vegas und als Summer Consumer Electronics Show (SCES) im Juni in Chicago. Während die Winter-CES auch Mitte der 1990er Jahre erfolgreich blieb, verlor die Sommer-CES erheblich an Interesse. Ab 1995 gab es mehrere Versuche, durch Wechsel der Veranstaltungsorte eine höhere Aufmerksamkeit zu erreichen, die letztlich erfolglos blieben.
Eine Auswahl von Produkten und Technologien, die auf der CES – z. T. erstmals – vorgestellt wurden:
Videorekorder (VCR) (1970),
Laserdisc-Player (1974),
Pong (1975),
Camcorder, Compact-Disc-Spieler und Texas Instruments TI-99/4A (1981),
Commodore 64 (1982),
Atari ST, Commodore 128 und Nintendo Entertainment System (NES) (1985),
Tetris (1988) und
DVD (1996).
| Jahr | Produktneuheiten |
| ---- | --- |
| 1967 | Die erste CES findet statt, und Radio- und Fernsehgeräte dominieren die Messe |
| 1968 | |
| 1969 | |
| 1970 | Einführung des ersten Heimvideorekorders (VCR) durch Philips |
| 1971 | |
| 1972 | |
| 1973 | |
| 1974 | |
| 1975 | Sony präsentiert den Betamax-Videorekorder, Pong-Konsole |
| 1976 | JVC zeigt den VHS-Videorekorder, der später den Markt dominieren wird |
| 1977 | PET 2001 (Personal Electronic Transactor), Atari 2600 (Atari Video Computer System oder auch Atari VCS) |
| 1978 | |
| 1979 | Der Walkman von Sony wird vorgestellt, ein tragbarer Kassettenspieler, Bill Gates erschien zum ersten Mal auf der CES und stellte den ersten BASIC-Compiler für den Apple II vor. Texas Instruments präsentierte den TI-99/4 |
| 1980 | VC 20, vorgestellt als Video Interface Controller (VIC) |
| 1981 | Philips und Sony stellten gemeinsam die Compact Disc (CD) vor, Camcorder |
| 1982 | Commodore 64, TI-99/4A, Vectrex |
| 1983 | Atari 600XL von Atari, Coleco Adam von Coleco |
| 1984 | Der Amiga wurde erstmals im Sommer 1984 auf der CES öffentlich vorgestellt, der japanische Jazz-Fusion-Künstler Ryō Kawasaki trat mit dem Commodore 64 als Demo für den Kawasaki-Synthesizer auf                             |
| 1985 | Nintendo stellte das Nintendo Entertainment System (NES) vor, die amerikanische Version seines Famicom, Atari ST, Commodore 128                                                                                              |
| 1986 | |
| 1987 | |
| 1988 | Das Videospiel Tetris wurde in den USA erstmals auf der Summer CES öffentlich vorgestellt |
| 1989 | Der Game Boy von Nintendo wird angekündigt – der Beginn des Handheld-Gamings, Schnurlostelefon |
| 1990 | |
| 1991 | Der erste MiniDisc-Player von Sony wird präsentiert |
| 1992 | |
| 1993 | Digital Compact Cassette (DCC) von Philips und MiniDisc (MD) von Sony konkurrieren als neue Audioformate |
| 1994 | Sega 32X von Sega |
| 1995 | |
| 1996 | DVD (Digital Versatile Disc), digitale Set-Top-Boxen für den Empfang von HDTV |
| 1997 | Einführung der ersten MP3-Player Prototypen, die eine neue Ära der Musiknutzung einläuten |

### Ab 1998
Seit 1998 findet die CES einmal jährlich in Las Vegas statt.
2012 nahm Microsoft zum letzten Mal an der Messe teil. Nach eigenen Angaben passt der Termin nicht in die Unternehmensplanung und man wünscht zukünftig, mehr über alternative Wege wie Facebook oder Twitter zu kommunizieren. Zwar wurden mit 153.000 Besuchern und 3.100 Ausstellern 2012 die bisherigen CES-Rekordjahre 2006 und 2008 etwas überschritten, aber in der Branche wird allgemein mit einer sinkenden Bedeutung der Messe gerechnet.
2021 wurde die Messe aufgrund der COVID-19-Pandemie virtuell durchgeführt.
Eine Auswahl von Produkten und Technologien, die auf der CES – z. T. erstmals – vorgestellt wurden:
| Jahr | Datum                           | Keynote von                 | Produktneuheiten                                                                          |
| ---- | ------------------------------- | --------------------------- | ----------------------------------------------------------------------------------------- |
| 1998 |                                 |                             | High Definition Television (HDTV)                                                         |
| 1999 |                                 | Microsoft mit Bill Gates    | Personal Video Recorder (PVR)                                                             |
| 2000 |                                 | Microsoft mit Bill Gates    |                                                                                           |
| 2001 |                                 | Microsoft mit Bill Gates    | Xbox                                                                                      |
| 2002 |                                 | Microsoft mit Bill Gates    |                                                                                           |
| 2003 |                                 | Microsoft mit Bill Gates    |                                                                                           |
| 2004 |                                 | Microsoft mit Bill Gates    | Blu-ray Disc                                                                              |
| 2005 | 06. bis 09. Januar              | Microsoft mit Bill Gates    | 102-Zoll (2,6 m) Plasmabildschirm                                                         |
| 2006 | 05. bis 08. Januar              | Microsoft mit Bill Gates    | Microsoft Windows Vista, hoch auflösende Flachbildfernseher                               |
| 2007 | 08. bis 11. Januar              | Microsoft mit Bill Gates    |                                                                                           |
| 2008 |                                 | Microsoft                   | Laser-TV                                                                                  |
| 2009 |                                 | Microsoft                   | Internet-Autoradio                                                                        |
| 2010 |                                 | Microsoft                   | Blu-ray-3D, 3D-Camcorder, 3D-Bildschirme,                                                 |
| 2011 | 06. bis 09. Januar              | Microsoft                   | Connected TV, Ford Focus Electric                                                         |
| 2012 | 10. bis 13. Januar              | Microsoft                   | Fernseher mit OLED-Technologie                                                            |
| 2013 | 08. bis 11. Januar              | Qualcomm mit Paul E. Jacobs | Ultra HDTV, Flexible OLED, Selbstfahrendes Kraftfahrzeug                                  |
| 2014 | 07. bis 10. Januar              |                             | Smartwatch, gebogene Groß-Flachbildschirme, 4K Blu-ray Disc, Predictive User Experience   |
| 2015 | 06. bis 09. Januar              | Samsung                     | Autonome Autos                                                                            |
| 2016 | 06. bis 09. Januar              |                             |                                                                                           |
| 2017 | 05. bis 08. Januar              |                             |                                                                                           |
| 2018 | 09. bis 12. Januar              |                             | Samsungs erster Micro-LED-Fernseher, drahtlose Wi-Charge-Stromversorgungstechnologie      |
| 2019 | 08. bis 11. Januar              |                             |                                                                                           |
| 2020 | 07. bis 10. Januar              |                             | Sony Vision-S                                                                             |
| 2021 | 11. bis 14. Januar              |                             |                                                                                           |
| 2022 | 05. bis 07. Januar (nur 3 Tage) |                             |                                                                                           |
| 2023 | 05. bis 08. Januar              |                             |                                                                                           |
| 2024 | 09. bis 12. Januar              |                             |                                                                                           |
| 2025 | 07. bis 10. Januar              |                             | Elektroantrieb für Tourenski (2 Konzepte: Fellrolle auf Schnee, Seilzug von Schi zu Schi) |